# Le Moretti
Le Moretti (ou Cheminée Moretti) est une œuvre de l'artiste français Raymond Moretti. C'est l'une des œuvres d'art de la Défense, en France.
Il s'agit de l'habillage d'une cheminée d'aération de 32 m de haut par plusieurs centaines de tubes de fibre de verre de couleurs vives.

## Description
Le Moretti est une paille géante composée de 672 tubes de fibre de verre, d'un diamètre allant de 2 à 30 cm peints de 19 tons différents, vifs et froids, pour une longueur totale de 22 km et un poids total de 27,5 t. Ces tubes recouvrent la totalité de la surface externe d'une cheminée d'aération de 32 m de haut et de forme légèrement ovoïde.
La nuit, la cheminée est éclairée par des projecteurs, lui permettant de se refléter dans les vitres des immeubles environnants.

## Localisation
L'œuvre est située légèrement en retrait par rapport au parvis, entre les immeubles Neuilly Défense et Manhattan Square.

## Implantation
L'œuvre est créée en 1990 ; les tubes sont transportés par péniche depuis l'usine de fabrication jusqu'à l'emplacement de la cheminée et nécessitent 2 100 h de montage au total. L'œuvre est inaugurée en 1995.
Il ne s'agit pas de la seule œuvre prenant appui sur des cheminées d'aération, la Défense présentant également :
- Mosaïque et Vive le vent de Michel Deverne.
- la Cheminée végétale d'Édouard François ;
- Les Trois Arbres de Guy-Rachel Grataloup ;

## Artiste
Raymond Moretti (1931-2005) est un peintre et sculpteur français, illustrateur régulier des couvertures du Magazine littéraire.
À la Défense, Raymond Moretti a également réalisé une œuvre, Pendule, installée dans le centre commercial des Quatre Temps mais qui a été supprimée lors de la restauration du lieu. Depuis 1973, sa sculpture Le Monstre, occupant 1 000 m2 sur cinq étages, est installée dans les sous-sols de la Défense, mais n'est pas visible au public.